# Román Meshcheriakov
Román Meshcheriakov –en ruso, Роман Мещеряков– (Novokuznetsk, URSS, 20 de septiembre de 1978) es un deportista ruso que compitió en halterofilia. Ganó una medalla de plata en el Campeonato Mundial de Halterofilia de 2001, en la categoría de +105 kg.

## Palmarés internacional
| Campeonato Mundial | Campeonato Mundial | Campeonato Mundial | Campeonato Mundial |
| Año                | Lugar              | Medalla            | Categoría          |
| ------------------ | ------------------ | ------------------ | ------------------ |
| 2001               | Antalya (Turquía)  | Medalla de plata   | +105 kg            |